# 마크 홀든
마크 홀든(Mark Holden, 1954년 4월 27일 ~ )은 오스트레일리아의 가수, 배우, 음반 제작자, 송라이터, 법정 변호사이다.
애들레이드에서 태어났다.

## 음반 목록

### 정규 앨범
- Dawn in Darkness (1975)
- Let Me Love You (1976)
- Encounter (1977)
- Mark Holden (1983)

## 영상 목록

### 영화
- 애마 블루 파이어 (1977, Blue Fire Lady)